# Derecho anarquista
El Derecho en el anarquismo se refiere a una serie de discusiones en curso dentro de las varias ramas de la teoría anarquista sobre cómo se deben crear y hacer cumplir las normas de comportamiento, la toma de decisiones y las acciones individuales o colectivas.   
Como la palabra ley está asociada a tratados impuestos y sobre los que frecuentemente no se tiene opción a negociar o crear, los anarquistas prefieren referirse al Derecho anarquizante como normativas consensuadas entre las partes denominadas contratos libres o pactos voluntarios.
Sobre el curso de casi doscientos años, el anarquismo ha crecido y se ha desarrollado incluyendo docenas de tensiones diversas, literalmente han sido producidos y discutidos docenas de diversos conceptos sobre derecho anarquista, o usados en la práctica por redes de tipo anarquista. Algunos conceptos varían de importancia según las corrientes anarquistas tiendan al individualismo o al colectivismo. Estos principios comunes en su mayoría se desprenden de su inherente rechazo a la autoridad coercitiva sin embargo no todas las tendencias y corrientes anarquistas avalan de igual modo las mismas ideas.

## Soberanía individual y legítima defensa
Entre las máximas fundamentales del anarquismo está que ningún individuo tiene el derecho de forzar a otro individuo, y que cada uno tiene el derecho de defenderse a sí mismo contra la coerción. Es resumido lo mejor posible por la máxima "hacer a otros tal como quisieras que hicieran contigo” (citando a Kropotkin, así como a Jesús), con la disposición complementaria de que si otros intentan hacerte cosas que violan tus derechos tú tienes el derecho de detenerlos si puedes. En fin, la filosofía anarquista incluye la “regla de oro”, pero no incluye “dar la otra mejilla” (excepto por anarquistas pacifistas o anarquistas cristianos como León Tolstói).
Muchos filósofos políticos justifican el apoyo del Estado como un ente para la regulación de la violencia, de este modo se minimiza el daño causado por el conflicto humano y se establecen relaciones justas. Los anarquistas argumentan que la búsqueda de estos fines no justifican el establecimiento de un Estado, y más bien argumentan que el Estado es incompatible con tales metas. Los anarquistas opinan que el Estado es un monopolio de la violencia, por tanto ilegítimo, usando ésta para expandir y proteger los intereses de las clases dominantes o coercitivas. Se han dedicado muchos esfuerzos para explicar cómo en las sociedades anarquistas abordarían el asunto de la criminalidad.[cita requerida].

## Contratos asociativos basados en el consenso
Las comunidades anarquistas deben encontrar una base alternativa a la autoridad para fijar las reglas del contrato dentro de una asociación. Por ello, prácticamente todos los modelos normativos anarquistas comienzan con la asunción de que cualesquiera reglas se fijaren en un lugar deben ser libremente convenidas por la totalidad de la asociación que deberá ser gobernada por ellas en un compromiso voluntario. Tal consentimiento libremente dado constituye un contrato social, aunque la naturaleza exacta de tales contratos es una cuestión de discusión.

## Asociación libre
Dentro de un marco anarquista, todos los individuos tienen el derecho de asociarse libremente (o de no asociarse) con quienquiera que elijan, y cualquier tentativa de limitar esta libertad mediante un contrato social resultaría problemática de resolver. La asociación libre también implica el derecho de individuos de formar los contratos sociales descritos, mientras que la libertad para no asociarse significa que si los términos de un contrato social llegan a ser inaceptables a los miembros individuales o a un cierto subgrupo dentro de un colectivo más grande entonces los descontentos tienen el derecho a escindirse del contrato y formar nuevas asociaciones con otros que den cabida más de cerca a sus necesidades.

## Singularidad
Las asociaciones, seres colectivos, las acciones y circunstancias, los entornos y en general las cosas tienen cada una su propia lógica autónoma y particular por lo que hay que verlas desde ese punto y evitar el orden externo a estas. Esto se denomina singularidad, expresada bajo la frase "cada cosa porta su ley" que ejerce a través de su comportamiento usual.

## Igualdad de asociación
Cada partícipe de una asociación sin coerción, ni para ingresar en ella ni perteneciendo a ella, tiene iguales derechos y obligaciones, lo que se llama igualdad de asociación -cada miembro es su propio representante-, por lo que no hay mando de unos sobre otros sino acuerdos mutuos o pactos asociativos entre iguales en poder individual (conmutación), a su vez disociables. 
En el caso de aplicar la democracia directa -voluntaria- no se eligen representantes que gobiernen en nombre de la asociación (lo que sería una democracia representativa) sino que los individuos asociados tienen el poder igualitario de direccionar las organizaciones a las que pertenecen (horizontalidad), y si bien no estarían explícitamente prohibidos, sí desmotivaría el intento de cualquier pacto asociativo en desigualdad de poder.

## Ayuda mutua
El principio de ayuda mutua, identificado originalmente por Kropotkin como una manifestación de la ley natural, es que puesto que la evolución ocurre en los grupos -no en individuos- es evolutivamente ventajoso para los miembros de una comunidad asistirse unos a otros. El acercamiento anarquista a la construcción de poder -y la estructuración de relaciones de poder- se deriva de este imperativo evolutivo y biológico, en resumen, el argumento es que puesto que los individuos requieren la ayuda de grupos para realizarse a sí mismos, los individuos tienen un fuerte interés propio en el bien de la comunidad a la cual pertenecen. Se llega a la conclusión de que los colectivos (libremente asociados) de individuos que trabajan para la mejora mutua y las metas mutuas deben formar la base de cualquier sociedad anarquista, proporcionando así el imperativo sociológico y económico para la creación de contratos sociales capaces de mantener juntos estos grupos autoseleccionados.
En una situación prerrevolucionaria, el principio de “ayuda mutua” es el imperativo moral que conduce los esfuerzos de los anarquistas contemporáneos a proporcionar ayuda material a las víctimas de los desastres naturales, a las personas pobres y sin hogar, o a quienes se han quedado sin acceso al alimento, al agua, y a otras necesidades básicas. Así, el concepto se deriva de la investigación científica, pero lleva con él un imperativo moral.

## Autogobierno
Los pactos y asociaciones que formen voluntariamente los individuos entre ellos son soberanos (autogobernados/autónomos) por sí mismos, es decir a nivel interno, y ningún poder externo por la fuerza tiene autoridad para decidir sobre tales pactos o entidades soberanas. La persuasión externa no es coacción, por lo tanto es una facultad legítima de los ajenos a las entidades internamente soberanas.

## Delegación revocable
En ocasiones en que las circunstancias requieran de personas encargadas de ejecutar mandatos o coordinar acciones, estos tendrían un estatuto diferente que en las sociedades jerárquicas. Es decir, un coordinador de acciones colectivas o un portavoz no es un jefe, es un encargado de ejecutar las decisiones colectivas incluso exigiendo a los demás bajo su jurisdicción que cumplan lo acordado; su mando es revocable siempre que se requiera para evitar privilegios o acumulación de poder.
Esto se deriva tanto del principio de igualdad de asociación en cada grupo anarquista, el no darles privilegios a quienes tienen funciones en un grupo ni ceder la soberanía de cada asociado, como del reconocimiento de la autoridad racional que hacen los anarquistas. Es decir el rechazo a toda autoridad jerárquica, usualmente de naturaleza coactiva y permanente, que normalmente se asocia al anarquismo, con la menos conocida aceptación de la autoridad donde ésta se pueda justificar y siempre que sea de naturaleza voluntaria y revocable.

## Resolución de conflictos
Una vez acordados los compromisos, libres de coacción, voluntarios y en igualdad de condiciones, se establecen en los contratos las condiciones en que se resolverían futuras dudas, conflictos y aspectos no contemplados anteriormente. En situaciones simples las partes involucradas sencillamente pueden negociar o aclarar sus puntos en alguna reunión y modificar su contrato, pero es en casos en que no se llega a un acuerdo en que se plantean y discuten mecanismos de resolución de conflictos acordes con la organización libertaria. 
Todos parten de solicitar a un tercero que supervise un conflicto que es estrictamente entre las partes involucradas, luego de que éstas no han podido llegar a un acuerdo por su propia cuenta, puede ser un mediador convocado para facilitar la negociación entre las partes pero que no decide por ellos, en otros casos se propone acudir a un arbitraje de sometimiento voluntario, quien juzgará de acuerdo a los criterios legales o normas del contrato que los interesados hayan escogido (es contrario al  "derecho público"). Para evitar abusos también se propone que haya opción de apelación por nulificación de un jurado elegido al azar de entre una organización o comunidad. Para casos que sean de interés de toda una asociación o de una comunidad entera, se convocaría a un tribunal asambleario para discutirlo.

## Aplicabilidad
La aplicabilidad es una de las áreas más polémicas del derecho anarquista. Los anarquistas consideran la posibilidad de defensa como algo que las personas deben tener la capacidad de proporcionar o decidir por sí mismas. Escritores tempranos tales como Proudhon argumentaron que era legítimo para las personas de clase obrera autoorganizarse contra los criminales que se aprovechan del débil, un proceso que exigiría sin duda alguna un cierto grado de coerción.
Los anarquistas han discutido que tal uso de la fuerza por un colectivo contra individuos es justificable puesto que es de naturaleza fundamentalmente defensiva. El derecho de la gente común a no ser victimizada legitima su uso de la fuerza coactiva para eliminar tales amenazas. También suele discutirse hasta qué punto la acción colectiva contra un individuo puede ser legítima. La aplicación del mandato (a favor de quién se está realizando una acción) es mucho más significativa, sin embargo, al acercarse a grandes escalas de autodefensa se habla ya de ejércitos y milicias (limitadas siempre a la defensa). Unos afirman que al enfocarse en la autodefensa no es muy dable que existan grandes unidades, de todas formas los anarquistas plantean o agencias particulares de defensa o milicias no jerárquicas para la protección mutua.[cita requerida]

## Crimen y compensación
Para empezar, en una norma anarquista no tiene razón de ser la existencia de crímenes sin víctimas, puesto que un crimen solo sería el daño a otra persona o grupo pero no a sí mismo. Se ahorraría así el esfuerzo destinado en las sociedades tradicionales en criminalizar conductas que en definitiva solo afectan a quien las realiza, en caso de ser una situación de afectación social (e.g. vicios) se podrían aplicar la concientización u otras medidas que den mejores resultados que la penalización. 
Para crímenes reales, es decir el daño a otras personas o grupos, muchos anarquistas descartan el castigo físico y la prisión porque consideran no contribuyen a pacificar la sociedad sino a volverla más violenta y vigilada; al contrario para la mayoría de los casos proponen medidas compensatorias es decir la realización de actos útiles para los afectados como pueden ser trabajos gratuitos o indemnizaciones, aunque no se sabe bien qué se haría si el criminal rechaza realizar dichas medidas compensatorias.
En el libro Bolo'bolo se hace referencia a resolver ciertas situaciones que hayan vulnerado la honra de las personas a través de la realización de retos personales, o retos grupales, los cuales estarían regulados por los mismos participantes, como una medida de poner solución a conflictos en los cuales la resolución no ha sucedido mediante las palabras.

## Desobediencia civil
Para debilitar la autoridad del Estado, los anarquistas proponen ignorar sistemáticamente las leyes que los diferentes gobiernos imponen, guiándose tan solo por la estricta ética personal o colectiva. A largo plazo, esto habría de suponer la inviabilidad del aparato represivo del Estado y su disolución.
La desobediencia civil implica acciones no violentas y coordinadas por el máximo número de personas posible, con el objeto de que el Estado se vea desbordado a la hora de reprimir a las masas. Esta forma de lucha también es propulsada por otros movimientos, de carácter pacifista, a fin de conseguir determinados derechos individuales o colectivos.

## Violencia y no violencia
Los anarquistas entienden que el Estado, o cualquier otra institución que ostenta poder, engendra violencia, al ser la minoría de aquellos que ostentan el poder quienes coartan la libertad de los demás individuos para continuar manteniendo sus privilegios en detrimento de la mayoría. La diferencia de criterios surge a la hora de confrontar dicha violencia impuesta por el Estado. Hay anarquistas que creen en el uso de la violencia como medio para alcanzar sus fines, y otros que se encuentran vinculados a movimientos pacifistas. El anarquismo alcanzó publicidad masiva por vez primera durante la segunda revolución industrial, cuando anarquistas asesinaron a los líderes rusos (1881); en la República Francesa (1894); en Italia (1900) y en los Estados Unidos (1901). Ejemplos de algunos grupos anarquistas violentos son, los inspirados en el nihilismo (que no es un sinónimo de terrorismo aunque varios de ellos hayan optado por esta vía), el insurreccionalismo italiano, las células anarquistas individualistas que a finales del siglo XIX y principios del siglo XX atacaron a reyes en Europa. Algunas de las tendencias y actitudes anarquistas marcadamente no violentas son el cristianismo libertario y el anarcopacifismo. Estos movimientos tienen una fuerte convicción de que el uso de la violencia supone repetir patrones de poder y autoridad lo cual les lleva a rechazar cualquier acto de violencia y abogan por otros métodos de lucha tales como la desobediencia civil y el antimilitarismo. Sin embargo, hay corrientes como el anarcosindicalismo en las que ambas posturas han convivido. En la guerra civil española y en la Revolución majnovista en Ucrania, el anarquismo también utilizó la violencia.

## Toma de decisión en organizaciones anarquistas
Las técnicas comunes para la toma de decisiones, incluyendo decisiones sobre leyes de hecho, entre anarquistas o en sus organizaciones, incluyen varias maneras formales de votaciones por consenso de supermayoría, de “consenso menos uno”, o democracia directa. Esto siempre que sea el derecho previamente acordado entre las partes.

## Federalismo
Como alternativa a las formas políticas centralistas y oligárquicas del estado-nación moderno así como desde una postura antiimperialista, en el anarquismo se proponen como alternativa política al orden existente la asociación voluntaria de localidades. Estas pueden desear si coexisten en apoyo mutuo con otras dentro de un esquema descentralizado y autonómico. Así pues Proudhon propuso al federalismo como forma política de libre asociación de las localidades en un esquema que puede desde abajo hacia arriba constituir en sistemas de federaciones con escalas desde las más pequeñas locales hasta las continentales e inclusive globales. Así también se propone la estructura en red. Estos conceptos se remiten a instancias de autogobierno local y de alcance más alto que se han dado históricamente entre comunidades campesinas autónomas hasta instancias de consejismo revolucionario como la Comuna de París, los soviets en la revolución rusa o la revolución española de 1936. Así también como alternativa a la representación en los partidos políticos y los políticos profesionales, se propone a la asamblea como forma política de democracia directa.